# Șopârlă de munte
Șopârla de munte sau șopârla vivipară (Zootoca vivipara, cu o denumire mai veche Lacerta vivipara) este o șopârlă din familia Lacertidae răspândită un areal foarte vast, transpalearctic, care ocupă toată Europa de nord și centrală și nordul Asiei, din Irlanda și Alpii Cantabrici până la fluviul Amur și insula Sahalin; spre nord depășește Cercul polar, atingând în Scandinavia și Finlanda Oceanul Înghețat de Nord; spre sud, coboară până în Lombardia și se menține pe culmile înalte ale Balcanilor; în Asia înaintează până în stepa aralo-caspo-pontică și deșerturile Mongoliei care îi barează drumul spre est. Este întâlnită și în România și Republica Moldova (prezența în Republica Moldova este discutabilă). În România, șopârla de munte este o specie mai mult montană, legată de arcul carpatic și de Munții Apuseni; lipsește în Dobrogea și în regiunile de câmpie.
Este o șopârlă relativ ce nu depășește 18 cm lungime, cu corpul zvelt, cilindric sau ușor turtit. Capul este mic, mai lung decât lat; botul obtuz, regiunea gâtului la fel de lată ca și capul, adesea ceva mai lată. Membrele sunt scurte; întinse pe lângă corp, degetele ușor comprimate.  Coada scurtă (sub dublul lungimii cap + trunchi) și relativ groasă, cilindrică. Adulții au colorit dorsal brun deschis sau închis, de obicei cu două dungi închise dorso-laterale; adesea are o linie închisă vertebrală. Coada închisă, cu nuanțe albastru cobalt-verzui. Abdomenul este portocaliu sau galben deschis și pătat cu mici puncte negre la masculi, gălbui sau cenușiu, nepătat la femele. Juvenilii sunt colorați dorsal brun închis, aproape negru. 
În România este o specie montană, întâlnindu-se în munți în zona fagului, este frecventă în pădurile de conifere și destul de răspîndită peste 2000 m, în zona pășunilor alpine. Se întâlnește uneori și pe văile situate la altitudine mai mare, adesea în biotopuri de stâncărie. Este semnalată și în turbării. Preferă pădurile și locurile umede. Rezistă bine la temperaturi scăzute; intră târziu în hibernare, spre sfârșitul lui septembrie sau în octombrie, și iese din amorțire uneori chiar în februarie. Iernează între rădăcini, sub scoarță, în crăpături de stânci, în sol. La temperaturi scăzute sunt aproape amorțite, de-abia putându-se mișca. Este o șopârlă foarte sperioasă, nu se poate cățăra, iar mișcările ei nu sunt prea rapide. Înoată bune și dacă o urmărește vreun dușman se refugiază în apă.
Se hrănește cu insecte (carabide, ortoptere, diptere, trihoptere), omizi, râme, melci,  păianjeni. Printre principalii dușmani se numără și vipera comună (Vipera berus), care trăiește în același biotop.
Dintre toate șopârlele din România, numai șopârla de munte este ovovivipară, adică ouăle se dezvoltă complet în corpul ei. Acuplarea are loc în mai, iar depunerea ouălor și eclozarea în iunie. O femelă tânără depune 2-5 ouă, iar una bătrâne 8-12 ouă. Ouăle măsoară 9 x 11,5 mm, au o culoare albă, învelite într-o coajă membranoasă moale. Îndată după depunerea ouălor, puiul rupe coaja oului cu ajutorul dintelui caduc situat pe bot. Puii la eclozare măsoară 34-42 mm lungime și sunt negricioși. Maturitatea sexuală este atinsă la vârsta de 3 ani.